# Szilárd (keresztnév)
A Szilárd férfinév  magyar nyelvújítási alkotás a Konstantin magyarítására. Női párja: Szilárda.  

## Gyakorisága
Az 1990-es években ritka név, a 2000-es években a 66-73. leggyakoribb férfinév.

## Névnapok
- március 11.[2]
- április 12.[2]
- december 14.[2]

## Híres Szilárdok
- Aigner Szilárd meteorológus
- András Szilárd matematikus
- Bakay Szilárd vezérezredes
- Balanyi Szilárd zenész, a Quimby billentyűse
- Bánki Szilárd film- és tv-rendező
- Biernaczky Szilárd afrikanista néprajzkutató
- Bogdánffy Szilárd a katolikus egyház boldoggá avatott nagyváradi püspöke, vértanúja
- Borbély Szilárd költő
- Darvas Szilárd költő, humorista
- Demeter Szilárd író, filozófus, politikai elemző
- Devecseri Szilárd labdarúgó
- Horváth Szilárd műsorvezető
- Jansik Szilárd vízilabdázó
- Kasuba L. Szilárd énekes, műsorvezető
- Keresztes Szilárd görögkatolikus pap, hajdúdorogi püspök (1988-2007), miskolci apostoli kormányzó (1988-2007)
- Kiss Szilárd kézilabdaedző, a magyar női kézilabda-válogatott volt szövetségi kapitánya
- Kozma Szilárd költő, regényíró, asztrológus
- Kun Szilárd olimpiai ezüstérmes, Európa-bajnok sportlövő
- Macher Szilárd balettművész, egyetemi tanár
- Mitra Szilárd romániai magyar labdarúgó
- Németh Szilárd szlovákiai magyar labdarúgó
- Németh Szilárd politikus
- Rubin Szilárd költő, író, műfordító
- Sági Szilárd gasztrológus
- Suhajda Szilárd hegymászó[5]
- Sződy Szilárd rendező
- Sződy Szilárd szobrász
- Veres Szilárd romániai magyar labdarúgó
- Zielinski Szilárd építészmérnök
- Petrovics Szilárd nyugdíjas rocksztár

## Szilárdok az irodalomban
- Bátor Szilárd (Bíró Szabolcs: Anjouk – V. rész: Ötvenezer lándzsa)
- Druma Szilárd (Kosztolányi Dezső: Édes Anna)
- Vámhidy Szilárd (Jókai Mór: Szegény gazdagok)
- Worthing, Szilárd (eredetileg Earnest Worthing, Oscar Wilde: Bunbury)

## Szilárdok a filmművészetben
- Bezerédi Szilárd (megformálója Kedvek Richárd, Jóban Rosszban)
- Vasvári Szilárd (megformálója Nagy Ervin, A Tanár)